# Roberto Spizzichino
Roberto Spizzichino  (Roma, 10 de enero de 1944 – Pescia, 21 de noviembre de 2011)  fue un músico y lutier italiano. Es considerado por los expertos como uno de los mejores constructores de platos para batería de jazz. Siguiendo la tradición de los viejos K Zildjian de antaño consiguió crear una voz propia, apreciada por todos los profesionales y venerada por el resto de los constructores.
En un principio, sus creaciones estaban realizadas con aleaciones asiáticas de menor calidad, pero luego pasó a trabajar trabaja única y exclusivamente con material turco. 
Dada su calidad y el bajo ritmo de producción hay muy pocos Spizzichinos en el mundo, de ahí que sus precios sean muy elevados.
- Datos: Q3939182